# Nationaal park Wolin
Nationaal Park Wolin (Pools: Woliński Park Narodowy) is een van de drieëntwintig nationale parken in Polen. Het nationaal park ligt op het eiland Wolin in de woiwodschap West-Pommeren in het uiterste noordwesten van Polen. Het nationaal park heeft een oppervlakte van 109,37 km². De dichtstbijzijnde redelijk grote stad is Międzyzdroje. Het landschap in het nationaal park is vrij afwisselend er zijn onder andere tot vijfennegentig hoge kliffen te vinden, ook maakt de rivierdelta van de Świna deel uit van het nationaal park.
De flora en fauna in het nationaal park is vrij afwisselend te noemen. Voorbeelden van planten die er voorkomen zijn eenbloemig parelgras, verschillende soorten orchideeën, koningsvaren, blauwe zeedistel, grote graslelie, wilde kamperfoelie en het linnaeusklokje. Ook zijn er zo’n 230 verschillende soorten vogels waargenomen. Voorbeelden van vogels die in het gebied voorkomen zijn: zeearend, waterrietzanger, bonte strandloper, kleine vliegenvanger, buizerd en verschillende soorten zaagbekken. Ook is het nationaal park tijdens de trekperiode een veel gebruikte rustplaats door trekvogels.

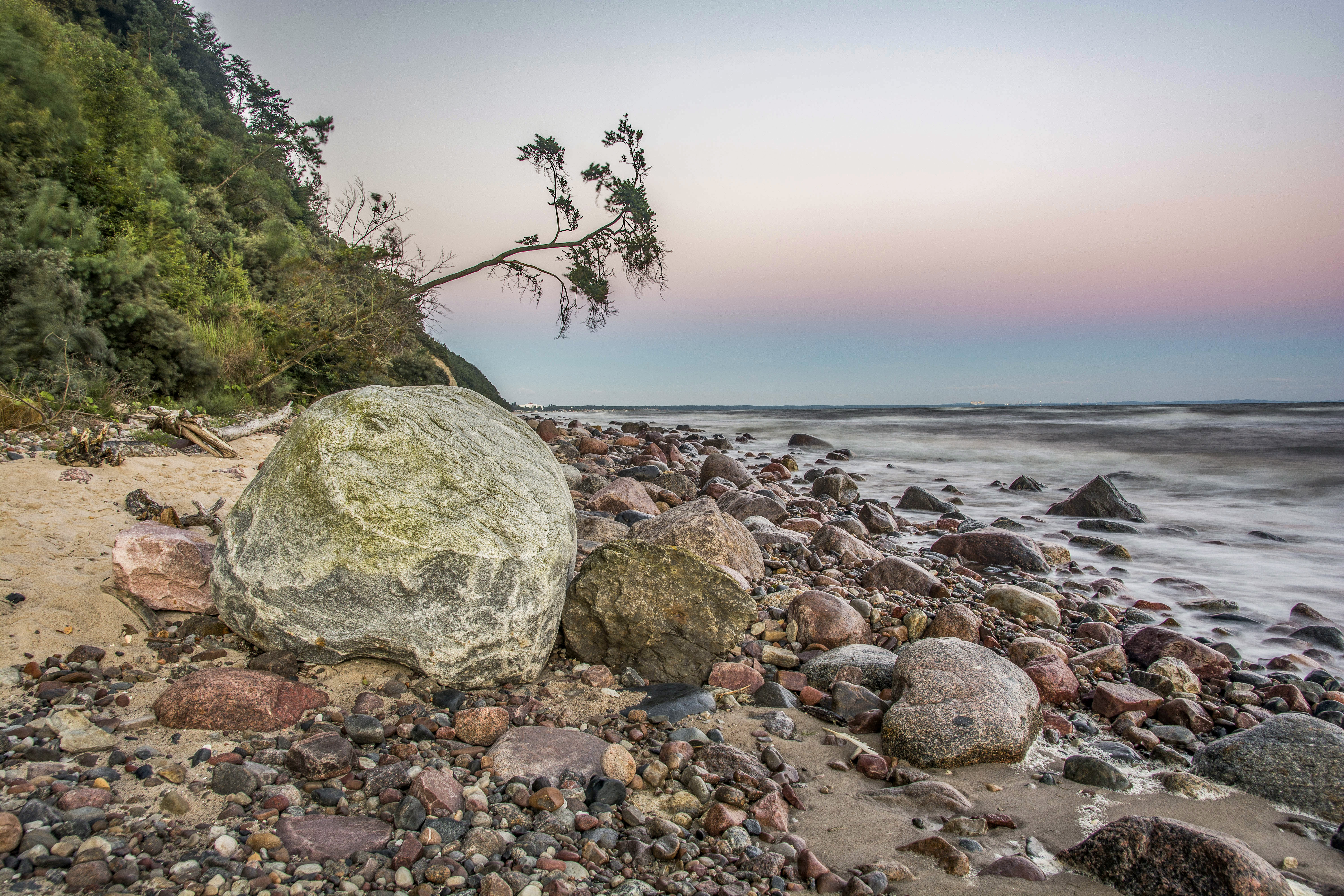
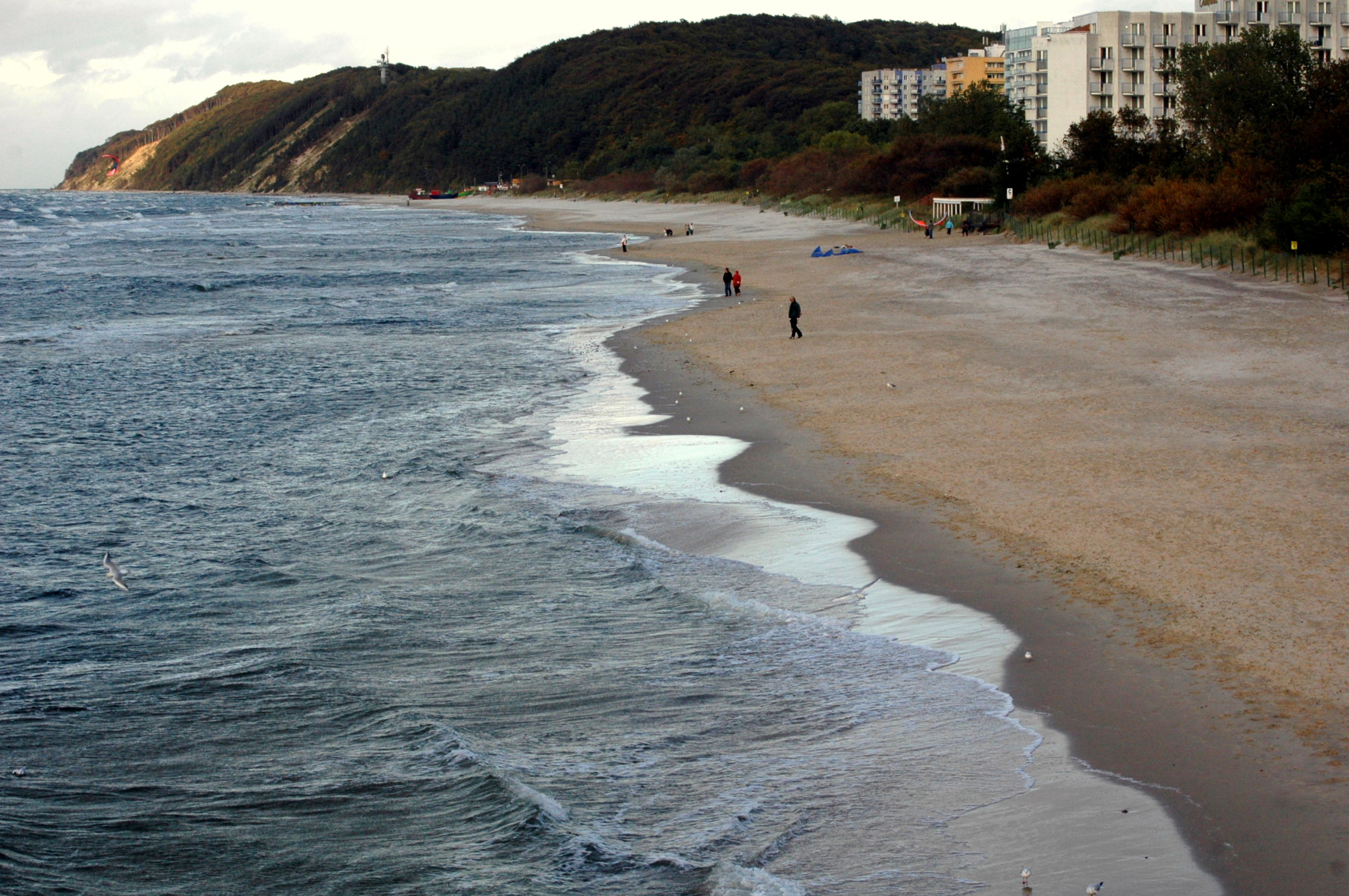
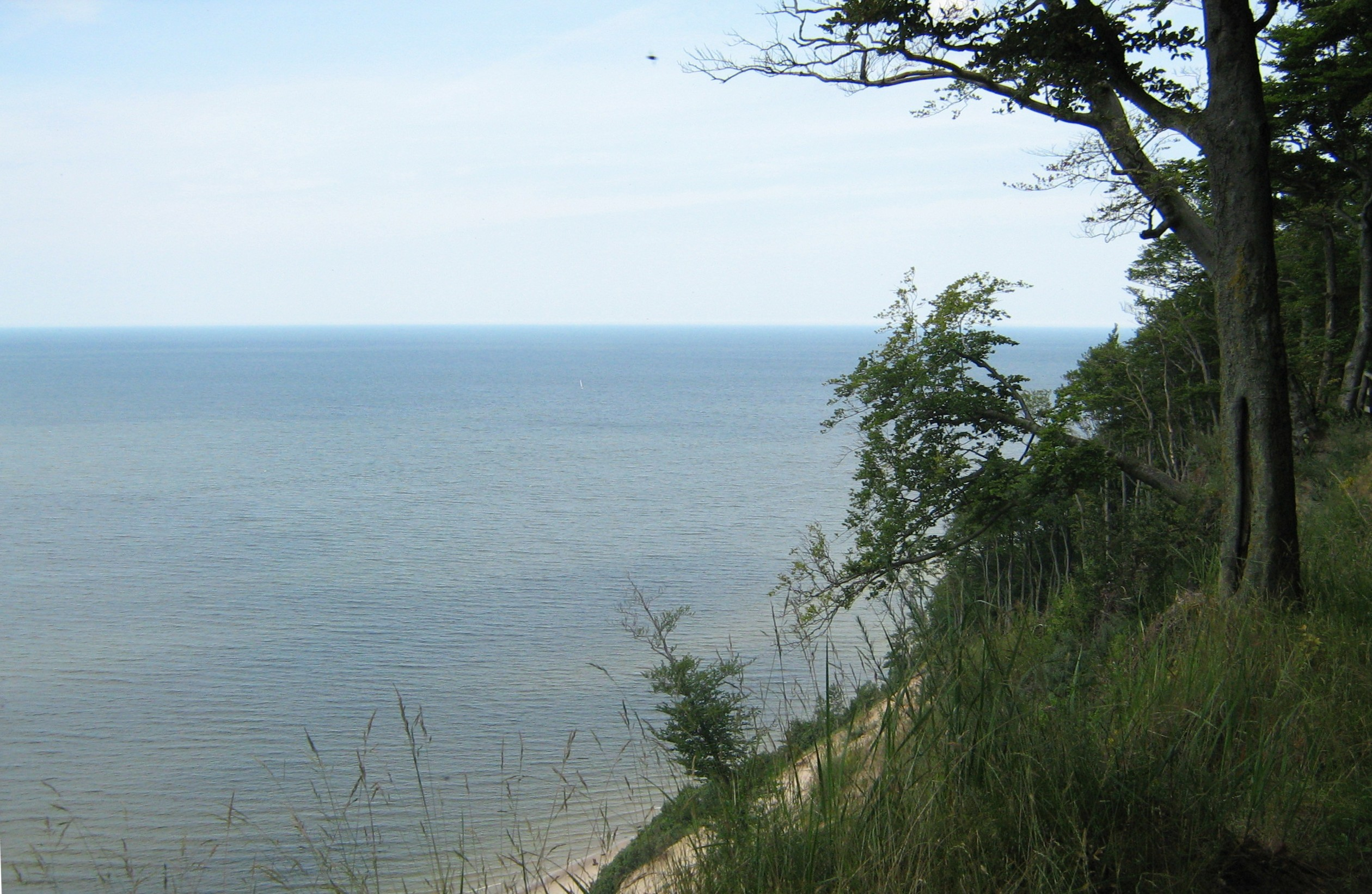
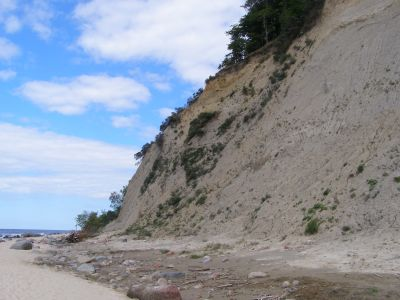
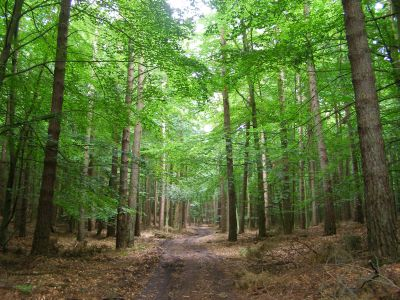
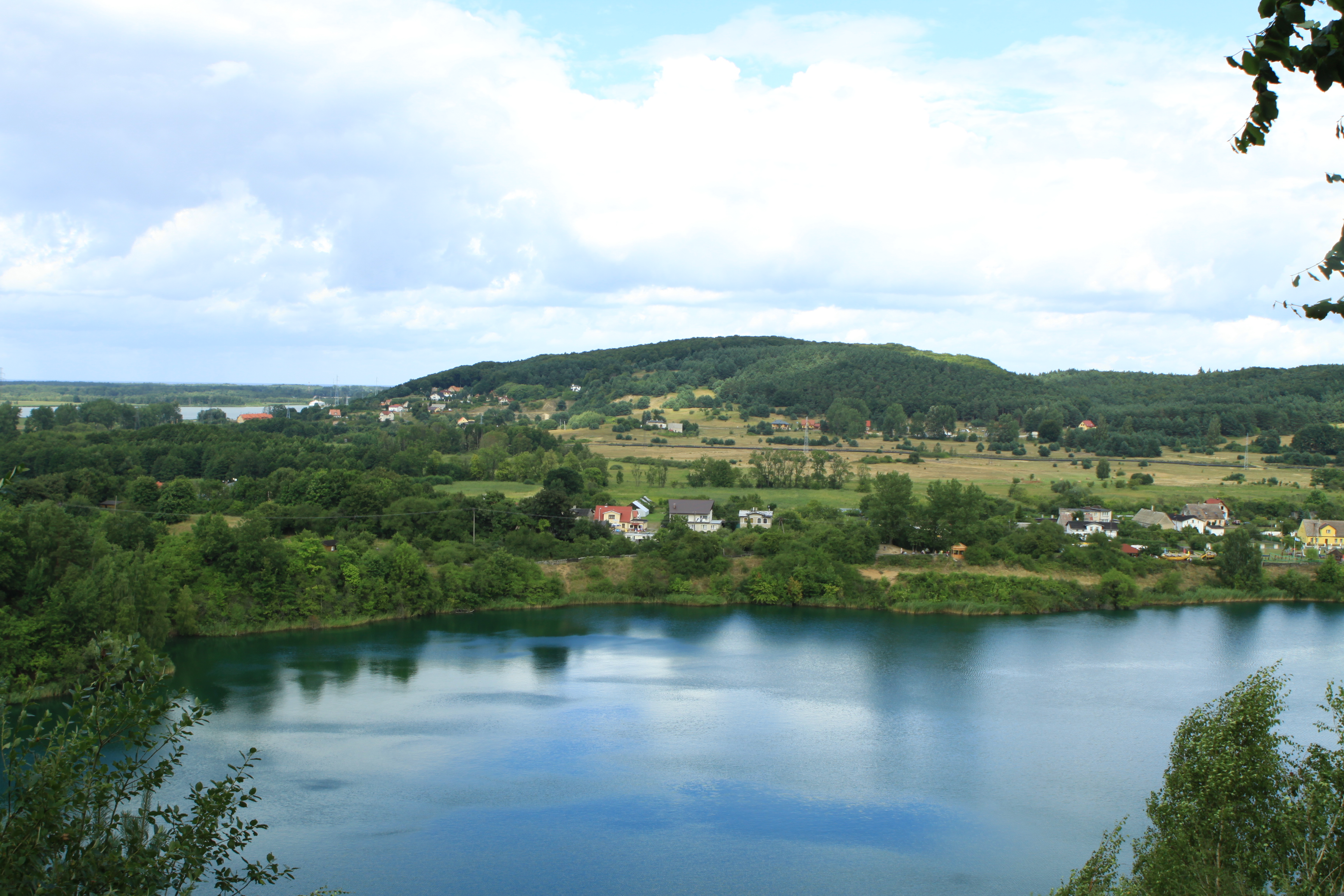
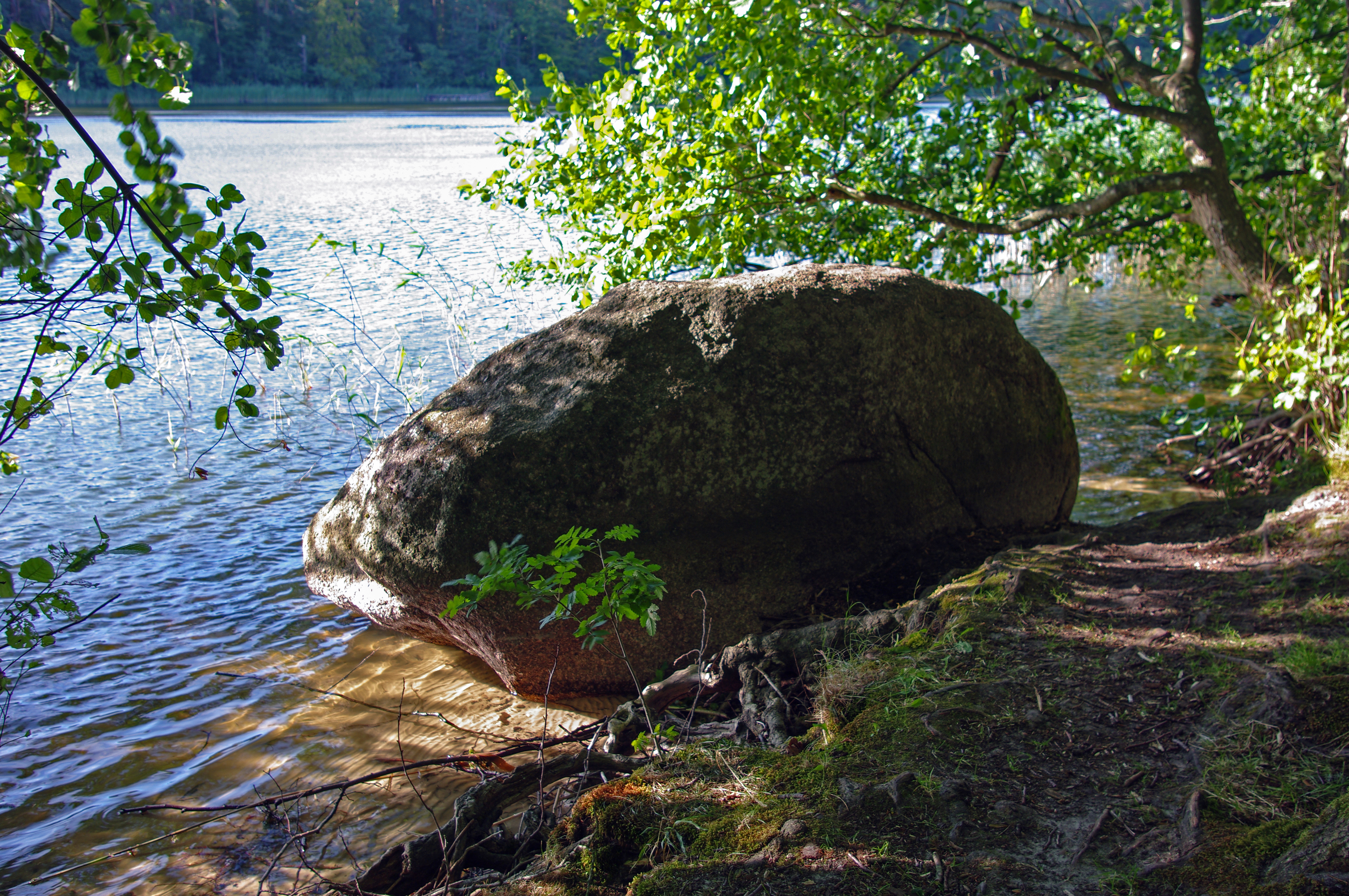